# جسیکا استام
جسیکا استام (به انگلیسی: Jessica Stam) (زاده ۲۳ آوریل ۱۹۸۶) مانکن کانادایی است. مجله فوربز در سال ۲۰۰۷ استام را جزو ۱۵ سوپرمدل پردرآمد نام برد. درآمد وی ۱٫۵ میلیون دلار در ۱۲ ماه گذشته تخمین زده شد.

## اوایل زندگی
استام در کینکاردین، انتاریو به دنیا آمد و در مزرعه‌ای در کنار شش برادرش بزرگ شد. خانواده وی خانواده‌ای مذهبی است. او در گذشته قصد داشت یک دندانپزشک شود.
جسیکا در کافی شاپی از رستوران‌های تیم هورتون تیم هورتونز کشف شد.

## حرفه
جسیکا در سال ۲۰۰۲ برندهُ مسابقهُ مدل لوس آنجلس شد.
عکاس مشهور استیون میزل Steven Meisel با گرفتن عکس‌هایی از او باعث شد به زودی کمپین‌های تبلیغی بسیاری به جسیکا روی بیاورند.
او در حرفه اش با برندهای مشهور بسیاری از قبیل مارک جی کوبز (Marc Jacobs)، آنا سویی و.... کار کرده‌است حتی مارک جی کوبز کیفی با نام او طراحی کرده‌است.
همکاری او با لاین ویکتوریا سکرت از سال ۲۰۰۶ آغاز شد و در طول یک سال در شصت و چهار نمایش لباس شرکت داشت.
علاوه بر نمایش چهرهُ جسیکا بر مجلات مشهور مد، او چهرهُ (FACE) برند مشهور ادکلن و جواهرات بولگاری (Bulgari) نیز بود.
انتخاب شدن او به عنوان مدل سال ۲۰۱۰ برای برند نینا ریچی (Nina Ricci) و تبلیغات آن از دیگر موفقیت‌های جسیکا است.
صورت جسیکا از جمله صورت‌های عروسکی در دنیای مد است و همراه با دیگر مدل‌هایی مانند هثر مارکس ، لی لی کول و لی لی دونالدسون از بچه صورت‌ترین چهره‌های در دوران کاریش محسوب می‌شود. در بین سال‌های ۲۰۰۰ تا ۲۰۰۸ قبل از ورود اگنس دین و لیندسی ویکسون جسیکا یکی از انتخاب‌های اول برای بیشترین برندها بود.

## زندگی شخصی
در طول زندگی جسیکا با آقایانی مانند Aaron Voros آرون ووروس بازیکن هاکی و Anthony Kiedis از گروه موسیقی فلفل‌های داغ رد هات چیلی پپرز دیده شده‌است.